# Ignác Goldziher

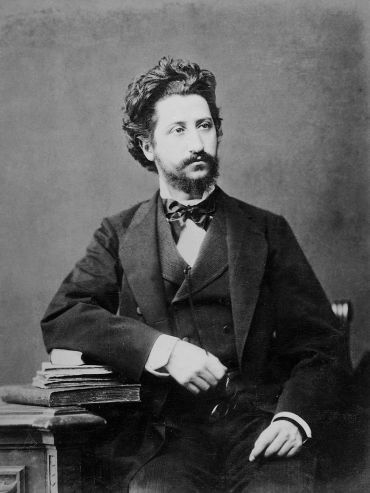
Ignác Goldziher.

Ignác (Yitzhaq Yehuda) Goldziher eller Ignaz Goldziher, född den 22 juni 1850, död den 13 november 1921, var en ungersk orientalist.
Goldziher, som var av judisk börd, studerade i Berlin, Leipzig och Leiden samt 1873–1874 i Damaskus och Kairo, blev 1876 korresponderande och 1892 ordinarie medlem av Ungerska akademien och 1894 professor i semitisk filologi vid universitetet i Budapest. Han var en av sin samtids allra främsta arabister och utan all jämförelse den främste kännaren av islam den muslimska kulturen, varför han erhöll den ena av de av kung Oskar II vid orientalistkongressen i Stockholm 1889 förlänade stora guldmedaljerna. Goldzihers främsta arbeten är till stor del publicerade i Ungerska akademiens handlingar, Zeitschrift der deutschen morgenländischen Gesellschaft med flera tidskrifter.